# Idomene simulans
Idomene simulans är en kräftdjursart som först beskrevs av Brady 1910.  Idomene simulans ingår i släktet Idomene och familjen Thalestridae. Inga underarter finns listade i Catalogue of Life.